# Diksmuide
Diksmuide (fr. Dixmude, vls. Diksmude) – miasto w północno-zachodniej Belgii, w Regionie Flamandzkim, w prowincji Flandria Zachodnia, w okręgu Diksmuide. Leży nad rzeką IJzer. Liczy 17 228 mieszkańców (1 stycznia 2024). Pod względem powierzchni jest największym miastem w prowincji.

## Podział administracyjny
W skład gminy wchodzi 14 dzielnic (deelgemeente):
- Beerst
- Esen
- Kaaskerke (Caeskerke)
- Keiem (Keyem)
- Lampernisse
- Leke
- Nieuwkapelle
- Oostkerke
- Oudekapelle (Oudecapelle)
- Pervijze (Pervyse)
- Sint-Jacobs-Kapelle (Saint-Jacques Capelle)
- Stuivekenskerke
- Vladslo
- Woumen

## Transport
Znajduje się tutaj stacja kolejowa Diksmuide.